# Ботвинко, Валерий Борисович
Валерий Борисович Ботвинко (род. 24 января 1964) — советский и российский хоккеист, нападающий. Мастер спорта СССР.
Принимал участие в Суперсерии 1989 в составе клуба «Сокол». Лучший бомбардир Западной зоны Второй лиги Чемпионата СССР по хоккею с шайбой 1984/1985 — 56 шайб (в составе ШВСМ Киев).

## Биография
Воспитанник команды «Заполярник» (Норильск). В сезоне 1981/82 выступал за молодёжную команду «Сокол» Красноярск, после чего переехал в Киев. Там играл за «Машиностроитель» / ШВСМ (1982/83 — 1986/87) и «Сокол» (1987/88 — 1990/91). В сезонах 1991/92 — 1992/93 выступал за омский «Авангард», затем играл за «Заполярник» (1993/94 — 1994/95) и «Сокол» (1997/98, ВЕХЛ).